# ジャングルロケット
ジャングルロケット (Jungle Rocket) とはニュージーランドで生産された競走馬である。
本馬は、父のジャングルポケットがニュージーランドにシャトルされた際に種付けを行い、その後ニュージーランドで誕生した馬である。

## 経歴
※馬齢は南半球表記とする。
2009年2月4日に行われた競走馬デビュー戦で初勝利を挙げ、続く2戦はいずれも2着だった。3月14日に行われたニュージーランドオークスでは、当時17歳のジェームズ・マクドナルドが騎乗し、4着までがクビ差で続く接戦を制してデビューから約1か月、通算4戦目で重賞およびG1競走での勝利を挙げた。この勝利は父ジャングルポケットにとっては産駒の日本国外G1競走初勝利となった。
次にオーストラリアへ遠征し、5月2日の準重賞競走に出走したが、12着と大敗した。その後クイーンズランドオークスに出走を予定していたが、回避した。
その後2011年8月まで現役を続けたが勝ち星をあげることはできず引退、繁殖牝馬となった。

## 血統表
| ジャングルロケットの血統ゼダーン系 / Northern Dancer 4×4=12.50%、ゼダーン 4×5=9.38% | ジャングルロケットの血統ゼダーン系 / Northern Dancer 4×4=12.50%、ゼダーン 4×5=9.38% | ジャングルロケットの血統ゼダーン系 / Northern Dancer 4×4=12.50%、ゼダーン 4×5=9.38% | （血統表の出典）  | （血統表の出典） |
| 父 ジャングルポケット 1998 鹿毛                                                     | 父の父*トニービン Tony Bin 1983 鹿毛                                                | *カンパラ                                                                           | Kalamoun          | Kalamoun         |
| 父 ジャングルポケット 1998 鹿毛                                                     | 父の父*トニービン Tony Bin 1983 鹿毛                                                | *カンパラ                                                                           | State Pension     |                  |
| 父 ジャングルポケット 1998 鹿毛                                                     | 父の父*トニービン Tony Bin 1983 鹿毛                                                | Severn Bridge                                                                       | Hornbeam          | Hornbeam         |
| 父 ジャングルポケット 1998 鹿毛                                                     | 父の父*トニービン Tony Bin 1983 鹿毛                                                | Severn Bridge                                                                       | Priddy Fair       |                  |
| 父 ジャングルポケット 1998 鹿毛                                                     | 父の母*ダンスチャーマー Dance Charmer 1990 黒鹿毛                                   | Nureyev                                                                             | Northern Dancer   | Northern Dancer  |
| 父 ジャングルポケット 1998 鹿毛                                                     | 父の母*ダンスチャーマー Dance Charmer 1990 黒鹿毛                                   | Nureyev                                                                             | Special           |                  |
| 父 ジャングルポケット 1998 鹿毛                                                     | 父の母*ダンスチャーマー Dance Charmer 1990 黒鹿毛                                   | Skillful Joy                                                                        | Nodouble          | Nodouble         |
| 父 ジャングルポケット 1998 鹿毛                                                     | 父の母*ダンスチャーマー Dance Charmer 1990 黒鹿毛                                   | Skillful Joy                                                                        | Skillful Miss     |                  |
| 母 Gu Li 1996 鹿毛                                                                  | 母の父*ラストタイクーン Last Tycoon 1983 黒鹿毛                                     | *トライマイベスト Try My Best                                                       | Northern Dancer   | Northern Dancer  |
| 母 Gu Li 1996 鹿毛                                                                  | 母の父*ラストタイクーン Last Tycoon 1983 黒鹿毛                                     | *トライマイベスト Try My Best                                                       | Sex Appeal        |                  |
| 母 Gu Li 1996 鹿毛                                                                  | 母の父*ラストタイクーン Last Tycoon 1983 黒鹿毛                                     | Mill Princess                                                                       | Mill Reef         | Mill Reef        |
| 母 Gu Li 1996 鹿毛                                                                  | 母の父*ラストタイクーン Last Tycoon 1983 黒鹿毛                                     | Mill Princess                                                                       | Irish Lass        |                  |
| 母 Gu Li 1996 鹿毛                                                                  | 母の母Lady Cimarosa 1987 芦毛                                                       | Dom Cimarosa                                                                        | *ゼダーン         | *ゼダーン        |
| 母 Gu Li 1996 鹿毛                                                                  | 母の母Lady Cimarosa 1987 芦毛                                                       | Dom Cimarosa                                                                        | La Framboisiere   |                  |
| 母 Gu Li 1996 鹿毛                                                                  | 母の母Lady Cimarosa 1987 芦毛                                                       | Lady Minto                                                                          | Claudius          | Claudius         |
| 母 Gu Li 1996 鹿毛                                                                  | 母の母Lady Cimarosa 1987 芦毛                                                       | Lady Minto                                                                          | Captious F-No.4-n |                  |